# Кубок Сирії з футболу 2018—2019
Кубок Сирії з футболу 2018—2019 — 49-й розіграш кубкового футбольного турніру у Сирії. Титул володаря кубка здобув Аль-Ватба.

## Календар
| Раунд        | Дата                          | Матчі | Клуби   |
| ------------ | ----------------------------- | ----- | ------- |
| Перший раунд | 11 грудня 2018                | 1     | 41 → 40 |
| Другий раунд | 14-17 грудня 2018             | 8     | 40 → 32 |
| 1/16 фіналу  | 28 грудня 2018 - 5 січня 2019 | 16    | 32 → 16 |
| 1/8 фіналу   | 22-26 січня 2019              | 8     | 16 → 8  |
| 1/4 фіналу   | 29 березня — 26 травня 2019   | 8     | 8 → 4   |
| 1/2 фіналу   | 1/15 червня 2019              | 4     | 4 → 2   |
| Фінал        | 28 червня 2019                | 1     | 2 → 1   |

## 1/8 фіналу
| Команда 1     | Рахунок | Команда 2     |
| ------------- | ------- | ------------- |
| 22 січня 2019 |         |               |
| Аль-Іттіхад   | 2:4     | Аль-Фотува    |
| 23 січня 2019 |         |               |
| Тішрін        | 11:0    | Мусфат Баніяс |
| 24 січня 2019 |         |               |
| Джебла        | 0:6     | Аль-Вахда     |
| 25 січня 2019 |         |               |
| Аль-Шорта     | 1:3     | Аль-Ватба     |
| Аль-Карама    | 9:0     | Аль-Саламія   |
| Аль-Герафіен  | 0:2     | Аль-Джаїш     |
| 26 січня 2019 |         |               |
| Аль-Маджд     | 1:5     | Аль-Талія     |
| Аль-Наваїр    | 1:0     | Аль-Сахель    |

## 1/4 фіналу
| Команда 1                 | Заг.         | Команда 2  | 1-й матч | 2-й матч |
| ------------------------- | ------------ | ---------- | -------- | -------- |
| 29 березня/7 травня 2019  |              |            |          |          |
| Аль-Наваїр                | 3:2          | Аль-Фотува | 1:0      | 2:2      |
| 30 березня/24 травня 2019 |              |            |          |          |
| Аль-Вахда                 | 2:4          | Аль-Ватба  | 1:0      | 1:3      |
| 30 березня/25 травня 2019 |              |            |          |          |
| Тішрін                    | 2:1          | Аль-Карама | 2:0      | 0:1      |
| 22/26 травня 2019         |              |            |          |          |
| Аль-Джаїш                 | 3:3 пен. 3:5 | Аль-Талія  | 2:1      | 1:2      |

## 1/2 фіналу
| Команда 1        | Заг.    | Команда 2 | 1-й матч | 2-й матч |
| ---------------- | ------- | --------- | -------- | -------- |
| 1/15 червня 2019 |         |           |          |          |
| Аль-Наваїр       | 2:4     | Аль-Ватба | 1:1      | 1:3      |
| Тішрін           | 1:1 (ч) | Аль-Талія | 1:1      | 0:0      |

## Фінал
| 20 липня 2018 20:30 (EEST) |

| Аль-Ватба    | 1:1 пен. 7:6 | Аль-Талія        |
| ------------ | ------------ | ---------------- |
| Алі Госн 75' | Протокол     | Марван Салал 66' |

| Аль-Файха, Дамаск Арбітр: Мохаммад Абдула |